# Verband der Deutschen Feuerfest-Industrie

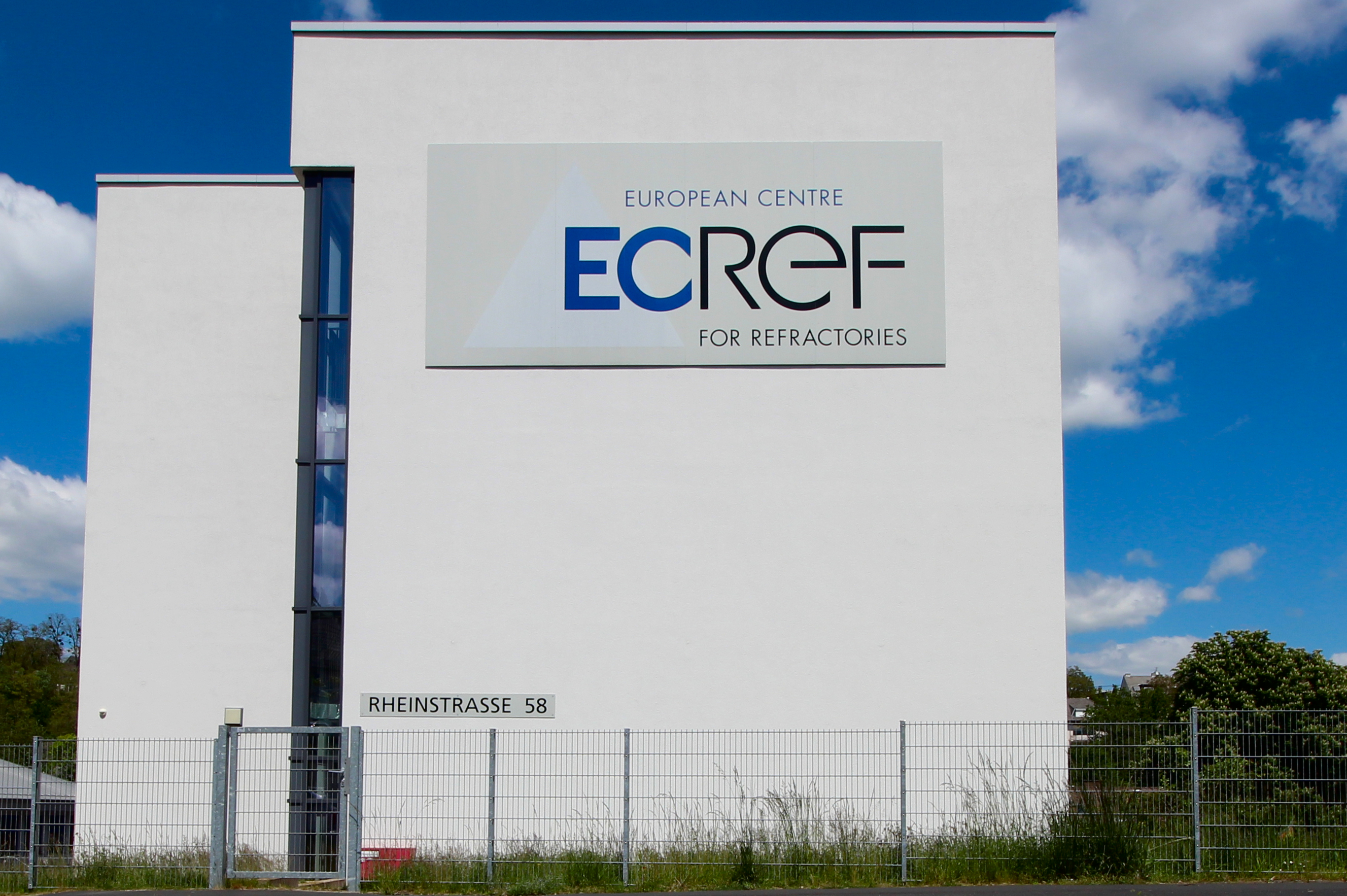
ECREF European Centre for Refractories, Rheinstr. 58, Höhr-Grenzhausen

Der Verband der Deutschen Feuerfest-Industrie e. V. (VDFFI; German Refractories Association GRA) ist die Interessensvertretung der deutschen Feuerfestindustrie mit Sitz in Höhr-Grenzhausen. Er vertritt auf internationaler, europäischer und nationaler Ebene die Interessen der produzierenden Mitgliedsunternehmen und verbundenen Unternehmen. Der Verband hat 30 Unternehmen der Feuerfestbranche und hat 21 Firmen aus dem Bereich der Zulieferindustrie und des Anlagenbaus als Mitglied. Damit vertritt er einen Großteil der deutschen Feuerfestindustrie. Er ist in der öffentlichen Liste des Deutschen Bundestages registriert (Nr. 1922), seit Juli 2017 ist der Verband außerdem im EU Transparency Register aufgeführt. 
Feuerfeste Steine, Produkte und Massen finden Verwendung bei der Herstellung von Stahl, Aluminium, Glas und Zement. Sie finden ebenso Anwendung in der (Petro-)Chemie und in Müllverbrennungsanlagen.

## Geschichte
1879 wurde mit dem „Verein der Fabrikanten feuerfester Produkte in Westdeutschland“ mit Sitz in Düsseldorf, der erste Zusammenschluss der Branche gegründet. 1881 folgte die Gründung des „Verein deutscher Fabriken feuerfester Produkte“ in Berlin.
Der VDFFI ging nach dem Zweiten. Weltkrieg aus der in der britischen Besatzungszone gegründeten „Fachvereinigung Feuerfeste Industrie“, mit Sitz in Bonn, hervor. Diese wurde am 23. Februar 1949 gegründet. Zum 1. Januar 1950 konnten die Feuerfest-Unternehmen aus der französischen Zone Mitglied in der Fachvereinigung werden. 1975 erfolgte die Umbenennung in „Verband der Deutschen Feuerfest-Industrie“.
Seit der Gründung 1949 ist die Wahrung und Förderung der gemeinsamen fachwirtschaftlichen Belange der Mitglieder oberste Aufgabe des Verbandes. Im Sommer 1953 wurde das Verbandshaus, an der Elisabethkirche in Bonn, bezogen. Dort fand auch die gegründete Gemeinschaftsforschungsstelle „Forschungsinstitut der Feuerfest-Industrie“ seine Räumlichkeiten. Am 26. Mai 1986 gründete der Verband die Feuerfest Prüflabor GmbH. Zweck des Unternehmens war die Prüfung und Bewertung feuerfester Erzeugnisse und Rohstoffe hinsichtlich ihrer physikalischen und chemischen Eigenschaften überwiegend nach genormten Verfahren. Am 2. Dezember 1993 erfolgte die Verschmelzung mit dem Forschungsinstitut und die Namensänderung in „DIFK Deutsches Institut für Feuerfest und Keramik“. Alleiniger Gesellschafter der DIFK ist der Verband der Deutschen Feuerfest-Industrie.
Der VDFFI war 1953 Gründungsmitglied der Europäischen Vereinigung der Feuerfest-Hersteller (PRE) und ist bis heute der größte Mitgliedsverband. Er ist ebenfalls einer der vier Ausrichter sowie Gründungsmitglied der seit 1989 alle zwei Jahre stattfinden internationalen Konferenz „Unified International Technical Conference on Refractory (UNITECR)“.
2013 gründete der VDFFI die „ECREF European Centre for Refractories gGmbH“ und zog gemeinsam mit dem DIFK nach Höhr-Grenzhausen/Westerwald. Nun ist der Verband direkter Nachbar der Hochschule Koblenz, WesterWaldCampus, an dem auch der Studiengang „Werkstofftechnik Glas und Keramik“ beheimatet ist. Ebenfalls in den Räumen des ECREF angesiedelt ist die Forschungsgemeinschaft Feuerfest e. V., die 1971 gegründet wurde.
Neben der Interessensvertretung setzt sich der VDFFI zusammen mit dem DIFK und ECREF für die Aus- und Weiterbildung ein. Er arbeitet im Bereich der Normung auf nationaler und internationaler Ebene (DIN, EN, PRE und ISO) mit.